# Konrad von Braunschweig-Lüneburg
Konrad von Braunschweig-Lüneburg († 15. September 1300) war von 1269 bis 1300 Bischof von Verden.

## Leben
Konrad entstammte dem Adelsgeschlecht der Welfen, er war der jüngste Sohn von Otto dem Kind, Herzog von Braunschweig und Lüneburg und Mathilde von Brandenburg, einer Tochter von Markgraf Albrecht II. von Brandenburg. Bischof Otto I. von Hildesheim war sein Bruder.
Nach dem Tode seines Vaters regierte er zu Anfang gemeinsam mit seinen Brüdern Albrecht und Johann. 1259 wurde Konrad Dompropst von Bremen, wollte sich jedoch nach kurzer Zeit zurück in den weltlichen Stand versetzen lassen, was jedoch auf den Widerstand seiner Brüder stieß. Da die Bremer Dompropstei wieder vergeben war, wurde er 1266/67 Domkustos in Hildesheim. Mit Unterstützung seiner Brüder wurde er nach dem Tod Gerhard von Hoyas 1269 zum Bischof von Verden postuliert. Er wurde jedoch erst 1282 gewählt und 1285 im Amt bestätigt. Konrad ließ den vermutlich 1268 durch einen Brand zerstörten Verdener Dom wieder errichten, der Bau wurde im Jahr 1470 vollendet. In der Fehde mit dem Erzbistum Bremen stand er an der Seite seiner Brüder, setzte sich jedoch im Konflikt um die Lüneburger Saline gegen seinen Bruder durch und verhinderte die Verlegung des Klosters Bardowick nach Lüneburg. Nach dem Tod seines Bruders Johann, 1277, wurde er Vormund von dessen Sohn Otto dem Strengen. Sein Bruder Albrecht, der 1279 starb, hatte ihn ebenfalls zum Vormund seiner Söhne bestimmt, was jedoch auf Widerstand von Albrechts Witwe stieß, die sich an den König von England anlehnte. Konrad wurde zum wichtigsten Vertreter der welfischen Hausinteressen. Es gelang ihm einen Ausgleich mit dem Herzogtum Sachsen zu erreichen. Herzog Albrecht II. von Sachsen-Wittenberg übertrug 1288 die Grafschaften in Verden, Dörverden, Schneverdingen, Visselhövede und Scheeßel an das Bistum Verden, wodurch dieses deutlich vergrößert wurde. Nach seinem Tode 1300 wurde Konrad in der Stiftskirche St. Andreas in Verden beigesetzt.